# Bitwa pod Jowhar
Bitwa pod Jowhar – starcie, pomiędzy Unii Trybunałów Islamskich (ICU), a Etiopią i Tymczasowym Rządem Federalnym (TRF), o kontrolę nad miastem Jowhar.
Walki rozpoczęły się 27 grudnia 2006, kiedy wycofujące się siły UTI postanowiły stawić opór w pobliżu dawnej twierdzy Jowhar. Miasto stało się ostatnim punktem obronnym, mającym chronić stolice Somalii przed zajęciem przez wojska Etiopskie/TRF.

## Geneza konfliktu
Po przegranej sił ICU pod Beledweyne, wojska Etiopii/TRF rozpoczęły natarcie w kierunku stolicy Somalii. Bojownicy islamscy dokonali taktycznego odwrotu, formując linię obronną w oparciu o miasto Jowhar.

## Bitwa

Kierunek natarcia sił Etiopskich

Wedle doniesień walki rozpoczęły się 27 grudnia w miejscowości Jimbale.
Bojownicy islamscy, używając kanałów nawadniających jak fortyfikacje, skutecznie powstrzymywali wojska Etiopskie. Następnego dnia, strona Etiopska rozpoczęła o świcie zmasowany ostrzał, używając artylerii oraz moździerzy.
O  10:00 rano, bojownicy Unii Trybunałów Islamskich rozpoczęli wycofanie się z miasta. Pół godziny później żołnierze Etiopscy, zaczęli wkraczać do dawnej twierdzy UTI.

## Konsekwencje
Utrata Jowhar przez UTI doprowadziła do dalszego odwrotu islamistów, w kierunku miejscowości Balad, leżącego w  odległości 30 km od Mogadiszu. W samej stolicy wybuchły zamieszki, przeradzające się w masowe rabowanie sklepów.
Wkraczający do Jowhar, były władca tego miasta, „pan wojny” Dheere miał na sobie t-shirt z napisem „I Love Jowhar”.
Po bitwie siły  Etiopii wraz z wojskami sojuszników, ruszyło w kierunku miejscowości Balad, będącym ostatnią przeszkodą  na drodze do stolicy. Jeszcze tego samego dnia, wojska Etiopskie zajęły Balad bez jakiegokolwiek oporu ze strony bojowników Unii Trybunałów Islamskich.